# Bolquère - Pyrénées 2000
Bolquère – Pyrénées 2000 es una estación de deportes de invierno francesa ubicada en los Pirineos Orientales, en la región de Occitania.
Junto con la estación de Font-Romeu, forma el dominio esquiable Font-Romeu Pyrénées 2000.

## Ubicación
La estación está situada en la zona más alta del municipio de Bolquère, llamada Pyrénées 2000, cerca del núcleo de población de Super-Bolquère. Se accede por la carretera departamental RD 618, entre Mont-Louis y Font-Romeu-Odeillo-Via.

## Historia
La estación Pyrénées 2000 se creó en 1969, al instalarse el telesilla del Belvédère. Esta denominación ya sugería una visión dinámica y futurista. El primer telesquí se montó en 1971 y al año siguiente le siguieron otros.

## Deportes

### Senderismo
El sendero francés de gran recorrido GR-10 pasa por la estación.

### Ciclismo
Bolquère - Pirineos 2000 ha sido meta de etapa del Tour de Francia en 1973 y 1976.
| Año  | Etapa | Categoría | 1º en la cima   |
| ---- | ----- | --------- | --------------- |
| 1973 | 12    | 2         | Lucien van Impe |
| 1976 | 12    | 2         | Raymond Delisle |